# 莫里森維爾 (紐約州)
莫里森維爾（英語：Morrisonville）是位於美國紐約州克林頓縣的普查規定居民點。

## 人口
根據2020年美國人口普查的數據，莫里森維爾的面積為9.05平方千米，當中陸地面積為8.71平方千米，而水域面積為0.34平方千米。當地共有人口1893人，而人口密度為每平方千米209.17人。